# 申費爾德湖

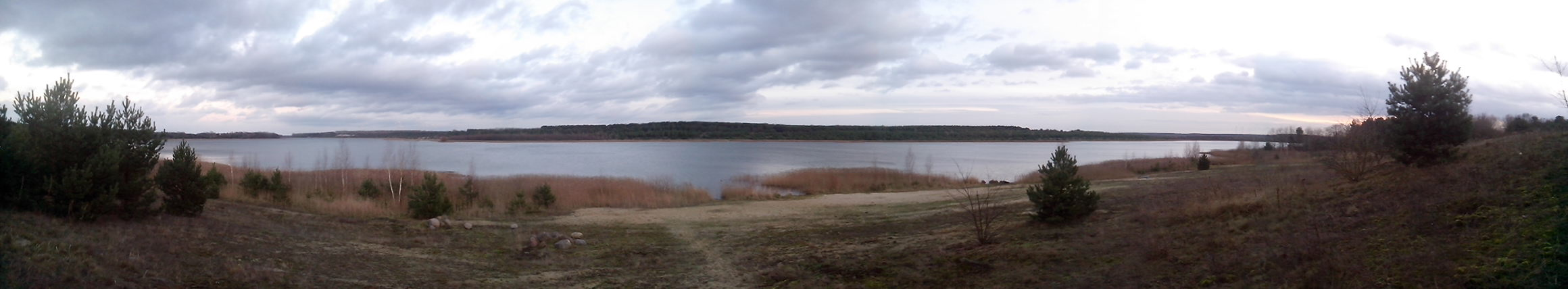

申費爾德湖（德語：Schönfelder See），是德國的湖泊，位於該國西南部，由勃蘭登堡州負責管轄，處於上施普雷瓦爾德-勞西茨縣，長4.3公里、寬0.6公里，面積1.4平方公里，海拔高度51米，平均水深6.6米，最大水深13米，水體容量800萬立方米。